# Carlos Martínez (periodista)
Carlos Martínez (Madrid, 30 de juliol de 1964) és un narrador i periodista esportiu espanyol. Treballa a Movistar LaLiga i Movistar Liga de Campeones de Movistar+. En les narracions sempre està acompanyat del seu propi equip format per Michael Robinson (fins a la seva mort) i Julio Maldonado.
Presenta el programa El día después a #Vamos de Movistar+, un programa de futbol que repassa la jornada d'aquell mateix cap de setmana. També forma part de la Cadena SER al programa Carrusel Deportivo com a narrador de la selecció espanyola.

## Trajectòria
Carlos Martínez va començar a la Cadena SER com a reporter. Va romandre en l'emissora de ràdio fins a 1990, any en el qual fitxa per Canal+. Mai va tenir la il·lusió de narrar quan era petit, però una coincidència li va portar a narrar l'Athletic Club - Reial Betis del Trofeu Colombino. José Ángel de la Casa no va aconseguir el permís per treballar amb un altre mitjà a temps, ja que narrava a Televisió Espanyola, i Alfredo Relaño va apostar per Carlos Martínez. Des d'aquest instant, Carlos Martínez va passar a tenir una major importància en les retransmissions. Porta trenta anys narrant partits de LaLiga.
El 4 de juliol de 2011, Carlos Martínez va tornar a la Cadena SER. Més concretament al programa Carrusel Deportivo per narrar els partits de la selecció espanyola. D'aquesta manera, s'incorporava a l'equip format per Manu Carreño, José A. Ponseti i Juanma Ortega. Va narrar el triomf de 'La Roja' en l'Eurocopa de 2012.
Carlos Martínez es va fer càrrec de Canal+ Partidazo el 23 d'agost de 2015 amb el començament de la temporada 2015/16 de Primera Divisió. El primer partit que es va narrar des d'aquesta plataforma va ser un Sporting de Gijón - Reial Madrid. Un any més tard, el canal va passar a denominar-se Movistar Partidazo. Des de l'1 d'agost de 2016 es va fer càrrec d'aquesta nova plataforma formant equip de narració juntament amb Michael Robinson i Julio Maldonado. El 2018 va deixar de ser Director de la secció d'esports de Movistar+ per ser únicament narrador del Partidazo.

## Veu en videojocs
Carlos Martínez va començar posant veu en els jocs de futbol l'any 1998. Va substituir Chus del Río al PC Futbol 7.0. Va seguir apareixent en les dues edicions posteriors, PC Futbol 2000 i PC Futbol 2001. En aquestes edicions es van introduir nous comentaris fets per Carlos Martínez.
Des de l'any 2009, Carlos Martínez apareix juntament amb Julio Maldonado en el videojoc Pro Evolution Soccer. El primer joc de la saga en el qual va participar va ser Pro Evolution Soccer 2010. Aquesta edició va rebre moltes crítiques a causa que els comentaris s'escoltaven moltes vegades a destemps de la pròpia jugada. En següents edicions, es van gravar més comentaris per fer més completa la narració.